# NGC 3137
NGC 3137 је спирална галаксија у сазвежђу Шмрк (Пумпа) која се налази на NGC листи објеката дубоког неба.
Деклинација објекта је - 29° 3' 49" а ректасцензија 10h 9m 7,4s. Привидна величина (магнитуда) објекта NGC 3137 износи 11,5 а фотографска магнитуда 12,2. Налази се на удаљености од 15,025 милиона парсека од Сунца. NGC 3137 је још познат и под ознакама ESO 435-47, MCG -5-24-24, UGCA 203, AM 1006-284, IRAS 10068-2849, PGC 29530.